# Sonega scutata
Sonega scutata is een hooiwagen uit de familie Assamiidae.